# Jan Schütte
Jan Schütte (* 26. června 1957 Mannheim) je německý filmový režisér a scenárista. Studoval literaturu, filosofii a dějiny umění na universitách v Tübingenu, Curychu a Hamburku; po ukončení studií zahájil kariéru jako dokumentarista. Svůj první celovečerní film Drachenfutter představil v roce 1987. Různé z jeho pozdějších filmů měly premiéry na významných festivalech v Benátkách (Drachenfutter, Winckelmanns Reisen a Old Love), Cannes (Auf Wiedersehen Amerika a Abschied), Lucarnu (Fette Welt) a v San Sebastian (SuperTex).